# Депресивна реакција
Појам Депресивна реакција указује на тугу, песимизам или смањену активност изазвану стварним или перципираним губитком. Зависно од осталих симптома, појам се данас замењује биполарним поремећајем, дистихимичким поремећајем.